# Anomaloszkóp
Az anomaloszkóp vagy spektrális színkeverő készülék olyan optikai műszer, amellyel a vörös-zöld színlátás számszerűen értékelhető, és a vörös-zöld színlátás zavara diagnosztizálható. Buszvezető, mozdonyvezető, repülőgépvezető, rendőr, hajóvezető, villanyszerelő és hasonló szakmák alkalmassági vizsgálatához is használják.
A vizsgált személy egyik szemével egy okulárba nézve egy vízszintesen kettéosztott kör lát. A kör alsó felében (sárga mező) sárga szín látható – ez a referencia. A felső felében (kevert mező) egy gomb elforgatásával vörös és zöld keverhető. A gombot addig kell forgatni, míg a kör egységesen sárgának látszik.
A zöldszíngyenge (deuteranomál) túl sok zöldet állít be a felső félkörben, a vörösszíngyenge (protanomál) pedig túl sok vöröset használ.
Több gyártó készít anomaloszkópot, de mindegyik a spektrométer elvén működik.
Az anomaloszkóp specifikációját a – mára már visszavont – DIN 6160 szabvány szabályozta. 
A vörös-zöld színlátást vizsgáló anomaloszkópon kívül létezik kékszínlátást mérő anomaloszkóp is.

## A Nagel-féle anomaloszkóp
A Willibald Nagel-féle anomaloszkópban a gomb „0” állásában a piros rés zárva, míg a zöld teljesen nyitva van. A „73” állásban viszont a piros rés van maximálisan nyitva, és a zöld zárva. A sárga fény ereje általában ±15 lépésben állítható. Az ép színlátású ember „40”körüli értéket állít be a gombbal; a protanomál többet, a deuteranomál lényegesen kevesebbet.

### Anomália-hányados
A mérés eredménye az anomália-hányados (AQ, Anomalquotient). Ezt úgy számítják ki, hogy a vizsgált személy által többször elvégzett beállítás átlagát (P) viszonyítják az ép színlátású ember által beállított értékhez (N). Rayleigh-féle képlet ezt így írja le: AQ = [(73 – P)/P] : [(73 – N)/N]
Ez megfelel a következő összefüggésnek: AQ = (vizsgált személy által beállítött zöldérték szorozva a normál vörösértékkel [= 40]) / (vizsgált személy által beállítött vörösérték szorozva a normál zöldértékkel [= 33])
Az ép színlátású ember AQ értéke a 0,7–1,4 tartományba esik. Protanomál AQ értéke 0,1–0,6 közé esik és P értéke > 40. Deuteranomál esetében az AQ értéke 2–20 között van, miközben a P-érték < 40. Színvak esetén értelmetlen az anomália-hányados megadása, pusztán matematikailag 0-tól a végtelenig bármilyen értéket felvehet.
Protanópiában az 500 nm-es hullámhosszú fény megközelítőleg egyformán gerjeszti a megmaradt két csappigmentet, ezért itt színtelen vagy szürke az érzet. A még nagyobb hullámhosszú tartományban csak egy csappigment gerjesztődik (különböző mértékben). A színek megkülönböztetése ekkor csak a fényerő alapján történik. A spektrális érzékenységi görbe a rövidebb oldal felé tolódik el, a maximális érzkenység így nem sárga, hanem inkább a sárgászöld tartományban jelentkezik.
Deuteranópiában a fényerő érzékenységi görbéje nem tolódik el, és a vörös tartományban nincs csökkenés.
Ha a sárga mező világosságának beállítását is figyelembe vesszük, akkor az alábbi néhány ökölszabály állítható fel:
- Az ú. n. átlagos standard értéket (40/15, kevert mező/sárga mező) nem csak a normál színlátású, hanem a protanóp és a deuteranóp is beállíthatja.
- A protanóp és a deuteranóp végállást választ (tiszta zöld = 0 vagy tiszta piros = 73), miközben a sárga erősségét változtatja:
  - A protanóp a zöldhöz (0 beállítás a kevert mezőben) világosabb sárgát állít be (30-40 körülit), mint a deuteranóp.
  - A protanóp a vöröshöz (a kevert mezőben 73-as beállítás) sötétebb sárgát (1–4 körülit) választ, mint a deuteranóp; a vörös irányába való fényességcsökkenés a protanópiára jellemző.

- A deuteranóp a sárga csavart nagyrészt 14–17 között hagyja.
- A deuteranomálra a 20/15 érték jellemző.
- A protanomálra a 60/10 érték jellemző.

## Fordítás
Ez a szócikk részben vagy egészben  az   Anomaloskop című német Wikipédia-szócikk ezen változatának fordításán alapul.  Az eredeti cikk szerkesztőit annak laptörténete sorolja fel. Ez a jelzés csupán a megfogalmazás eredetét és a szerzői jogokat jelzi, nem szolgál a cikkben szereplő információk forrásmegjelöléseként.